# Segunda División de España 1940-41
La temporada 1940–41 de la Segunda División de España de fútbol corresponde a la 10.ª edición del campeonato y se disputó entre el 29 de septiembre de 1940 y el 13 de abril de 1941.
El campeón de Segunda esa temporada fue el Granada CF.

## Sistema de competición
La Segunda División de España 1940/41 fue organizada por la Federación Española de Fútbol (FEF).
El campeonato contó con la participación de 24 clubes y se desarrolló en dos fases. En la primera fase se formaron dos grupos de doce equipos, agrupándose por criterios de proximidad geográfica. Esta primera fase de disputó siguiendo un sistema de liga, de modo que los doce equipos de cada grupo se enfrentaron entre sí, todos contra todos en dos ocasiones -una en campo propio y otra en campo contrario- sumando un total de 22 jornadas. El orden de los encuentros se decidió por sorteo antes de empezar la competición.
Se estableció una clasificación con arreglo a los puntos obtenidos en cada enfrentamiento, a razón de dos por partido ganado, uno por empatado y ninguno en caso de derrota. En caso de empate a puntos entre dos o más clubes en la clasificación, se tuvo en cuenta el mayor cociente de goles. 
Los dos primeros clasificados de cada grupo pasaron a la segunda fase, consistente en una liguilla, disputada también a doble partido. Se aplicaron los mismos criterios de puntuación que en la primera fase. Los dos primeros clasificados al término de las seis jornadas lograron el ascenso a Primera División para la próxima temporada, mientras que los otros dos equipos restantes jugaron una promoción a partido único en campo neutral frente a los dos últimos clasificados de Primera División.
Los últimos clasificados de cada grupo descendían a Tercera División, mientras que los penúltimos jugaron una promoción de permanencia ante los terceros clasificados de la fase final de Tercera División.

## Clubes participantes
| Datos de ascensos y descensos con respecto a la temporada anterior |
| --- |
| Real Betis y Real Santander SD descienden de Primera División. Real Murcia CF asciende a Primera División. CD Alavés, Alicante CF, Burjasot FC, SD Ceuta, Constancia FC, Elche CF, Erandio Club, AD Ferroviaria, CD Granollers, Imperial CF, Imperio CF, CD Mallorca, Recreativo Ónuba, RD Oriamendi, Sestao SC, EHA Tánger y Deportivo Torrelavega descienden a Tercera División. |

### Grupo I
| Equipo                             | Ciudad        | Estadio       |
| ---------------------------------- | ------------- | ------------- |
| Arenas Club                        | Guecho        | Ibaiondo      |
| Real Avilés CF                     | Avilés        | Las Arobias   |
| Club Deportivo Baracaldo Oriamendi | Baracaldo     | Lasesarre     |
| Real Club Deportivo Coruña         | La Coruña     | Riazor        |
| Club Ferrol                        | Ferrol        | Inferniño     |
| Real Gijón                         | Gijón         | El Molinón    |
| Club Atlético Osasuna              | Pamplona      | San Juan      |
| Real Sociedad de Fútbol            | San Sebastián | Atocha        |
| Unión Deportiva Salamanca          | Salamanca     | El Calvario   |
| Real Santander SD                  | Santander     | El Sardinero  |
| Real Unión Club                    | Irún          | Stadium Gal   |
| Real Valladolid Deportivo          | Valladolid    | José Zorrilla |

### Grupo II
| Equipo                                     | Ciudad                | Estadio           |
| ------------------------------------------ | --------------------- | ----------------- |
| Club de Fútbol Badalona                    | Badalona              | Avenida Navarra   |
| Real Betis Balompié                        | Sevilla               | Heliópolis        |
| Cádiz Club de Fútbol                       | Cádiz                 | La Mirandilla     |
| Cartagena Fútbol Club                      | Cartagena             | El Almarjal       |
| Club Deportivo Castellón                   | Castellón de la Plana | Campo del Sequiol |
| Club Deportivo Córdoba                     | Córdoba               | América           |
| Gerona Club de Fútbol                      | Gerona                | Vista Alegre      |
| Unión Deportiva Levante-Gimnástico         | Valencia              | Vallejo           |
| Club Deportivo Malacitano                  | Málaga                | Baños del Carmen  |
| Granada Club de Fútbol                     | Granada               | Los Cármenes      |
| Centro de Deportes Sabadell Club de Fútbol | Sabadell              | Cruz Alta         |
| Xerez Club de Fútbol                       | Jerez de la Frontera  | Estadio Domecq    |

## Primera fase

### Grupo I

#### Clasificación
| Pos. | Equipo                    | Pts. | PJ | G  | E | P  | GF | GC | Dif. | Clasificación                                |
| ---- | ------------------------- | ---- | -- | -- | - | -- | -- | -- | ---- | -------------------------------------------- |
| 1    | Real Sociedad             | 34   | 22 | 16 | 2 | 4  | 81 | 40 | +41  | Acceso a Fase final                          |
| 2    | R. C. D. Coruña           | 33   | 22 | 14 | 5 | 3  | 75 | 26 | +49  | Acceso a Fase final                          |
| 3    | Real Gijón                | 29   | 22 | 13 | 3 | 6  | 54 | 40 | +14  |                                              |
| 4    | Club Ferrol               | 26   | 22 | 11 | 4 | 7  | 49 | 38 | +11  |                                              |
| 5    | C. A. Osasuna             | 24   | 22 | 11 | 2 | 9  | 44 | 45 | −1   |                                              |
| 6    | Real Santander S. D.      | 22   | 22 | 9  | 4 | 9  | 42 | 40 | +2   |                                              |
| 7    | U. D. Salamanca           | 12   | 16 | 6  | 0 | 10 | 38 | 40 | −2   |                                              |
| 8    | Arenas Club               | 18   | 22 | 8  | 2 | 12 | 28 | 47 | −19  |                                              |
| 9    | Real Unión de Irún        | 17   | 22 | 6  | 5 | 11 | 37 | 58 | −21  |                                              |
| 10   | Real Valladolid           | 16   | 22 | 7  | 2 | 13 | 40 | 62 | −22  |                                              |
| 11   | C. D. Baracaldo Oriamendi | 16   | 22 | 5  | 6 | 11 | 40 | 57 | −17  | Promoción de permanencia en Segunda División |
| 12   | Real Avilés C. F. (D)     | 11   | 22 | 2  | 7 | 13 | 27 | 54 | −27  | Descenso a Regional                          |

 Fuente: BDFutbol
Criterios de clasificación: Puntos · Diferencia de goles · Goles a favor · Play-off

#### Resultados
| Local \ Visitante         | ARE | AVI | BAR | DEP | FER | GIJ | OSA | RSA | RSO | RUN | SAL | VLD  |
| ------------------------- | --- | --- | --- | --- | --- | --- | --- | --- | --- | --- | --- | ---- |
| Arenas Club               | —   | 1–1 | 3–2 | 2–1 | 2–1 | 0–2 | 4–0 | 1–0 | 1–2 | 3–0 | 2–3 | 5–3  |
| Real Avilés C. F.         | 1–2 | —   | 0–1 | 2–5 | 0–1 | 1–1 | 1–1 | 1–0 | 0–2 | 1–1 | 3–3 | 2–1  |
| C. D. Baracaldo Oriamendi | 2–0 | 4–1 | —   | 2–2 | 1–1 | 6–1 | 3–5 | 2–2 | 3–3 | 3–3 | 2–1 | 2–3  |
| R. C. D. Coruña           | 7–0 | 7–0 | 9–0 | —   | 2–0 | 3–1 | 6–2 | 7–0 | 2–2 | 3–1 | 3–1 | 2–1  |
| Club Ferrol               | 2–0 | 4–2 | 4–0 | 1–1 | —   | 1–3 | 6–3 | 2–1 | 4–2 | 2–3 | 4–1 | 5–2  |
| Real Gijón                | 4–0 | 5–4 | 2–1 | 1–3 | 3–2 | —   | 2–1 | 3–0 | 4–0 | 4–3 | 2–2 | 1–3  |
| C. A. Osasuna             | 2–0 | 3–2 | 1–1 | 0–4 | 1–3 | 3–1 | —   | 0–2 | 1–2 | 6–1 | 2–0 | 3–1  |
| Real Santander S. D.      | 2–0 | 0–0 | 3–2 | 2–2 | 1–1 | 2–5 | 4–0 | —   | 3–2 | 0–1 | 7–1 | 3–1  |
| Real Sociedad             | 4–1 | 3–2 | 4–1 | 4–2 | 5–1 | 2–1 | 0–2 | 7–2 | —   | 6–2 | 3–1 | 14–2 |
| Real Unión de Irún        | 0–0 | 5–1 | 4–1 | 2–0 | 1–3 | 1–5 | 1–3 | 0–3 | 1–6 | —   | 0–0 | 0–3  |
| U. D. Salamanca           | 4–0 | 4–2 | 3–1 | 1–1 | 0–0 | 0–0 | 1–3 | 1–5 | 1–2 | 3–5 | —   | 6–1  |
| Real Valladolid           | 4–1 | 0–0 | 2–0 | 1–3 | 4–1 | 2–3 | 0–2 | 1–0 | 3–6 | 2–2 | 0–1 | —    |

### Grupo II

#### Clasificación
| Pos. | Equipo                   | Pts. | PJ | G  | E | P  | GF | GC | Dif. | Clasificación                                |
| ---- | ------------------------ | ---- | -- | -- | - | -- | -- | -- | ---- | -------------------------------------------- |
| 1    | C. D. Castellón          | 31   | 22 | 14 | 3 | 5  | 64 | 34 | +30  | Acceso a Fase final                          |
| 2    | Granada C. F.            | 30   | 22 | 13 | 4 | 5  | 43 | 21 | +22  | Acceso a Fase final                          |
| 3    | U. D. Levante-Gimnástico | 29   | 22 | 13 | 3 | 6  | 59 | 35 | +24  |                                              |
| 4    | Gerona C. F.             | 26   | 22 | 12 | 2 | 8  | 44 | 28 | +16  |                                              |
| 5    | C. D. Malacitano         | 25   | 22 | 10 | 5 | 7  | 45 | 34 | +11  |                                              |
| 6    | Xerez C. F.              | 23   | 22 | 9  | 5 | 8  | 32 | 38 | −6   |                                              |
| 7    | Real Betis               | 23   | 22 | 10 | 3 | 9  | 45 | 33 | +12  |                                              |
| 8    | Cádiz C. F.              | 21   | 22 | 9  | 3 | 10 | 46 | 34 | +12  |                                              |
| 9    | C. D. Sabadell C. F.     | 20   | 22 | 8  | 4 | 10 | 37 | 43 | −6   |                                              |
| 10   | Cartagena F. C.          | 19   | 22 | 7  | 5 | 10 | 41 | 51 | −10  |                                              |
| 11   | C. D. Córdoba (D)        | 9    | 22 | 3  | 3 | 16 | 27 | 69 | −42  | Promoción de permanencia en Segunda División |
| 12   | C. F. Badalona (D)       | 8    | 22 | 3  | 2 | 17 | 21 | 84 | −63  | Descenso a Regional                          |

 Fuente: BDFutbol
Criterios de clasificación: Puntos · Diferencia de goles · Goles a favor · Play-off

#### Resultados
| Local \ Visitante        | BAD | BET | CAD | CAR | CAS | COR | GER | GRA | LEV | MAL | SAB | XER |
| ------------------------ | --- | --- | --- | --- | --- | --- | --- | --- | --- | --- | --- | --- |
| C. F. Badalona           | —   | 1–0 | 1–0 | 3–4 | 1–9 | 2–1 | 2–3 | 1–3 | 0–4 | 2–2 | 0–0 | 0–1 |
| Real Betis               | 9–1 | —   | 1–1 | 4–0 | 2–0 | 4–1 | 4–3 | 3–0 | 1–1 | 1–0 | 3–2 | 1–1 |
| Cádiz C. F.              | 4–1 | 0–1 | —   | 3–0 | 4–2 | 6–0 | 3–1 | 1–2 | 1–1 | 4–1 | 4–0 | 2–3 |
| Cartagena F. C.          | 6–0 | 3–1 | 4–2 | —   | 1–2 | 3–1 | 2–1 | 0–0 | 2–3 | 1–2 | 3–4 | 2–4 |
| C. D. Castellón          | 6–0 | 3–0 | 2–1 | 3–3 | —   | 5–2 | 4–2 | 1–0 | 6–4 | 6–0 | 1–0 | 3–0 |
| C. D. Córdoba            | 4–2 | 2–1 | 2–5 | 3–1 | 2–2 | —   | 1–1 | 1–3 | 0–3 | 0–2 | 1–2 | 1–3 |
| Gerona C. F.             | 1–0 | 1–0 | 2–0 | 4–0 | 3–1 | 6–1 | —   | 1–1 | 2–0 | 4–0 | 1–0 | 2–0 |
| Granada C. F.            | 8–0 | 3–0 | 2–1 | 1–1 | 3–0 | 2–1 | 1–0 | —   | 2–2 | 0–1 | 4–0 | 3–0 |
| U. D. Levante-Gimnástico | 6–3 | 3–2 | 0–1 | 6–0 | 4–2 | 6–1 | 4–3 | 1–0 | —   | 3–0 | 3–0 | 1–2 |
| C. D. Malacitano         | 7–1 | 3–5 | 3–0 | 0–1 | 2–2 | 4–0 | 2–1 | 3–0 | 3–0 | —   | 2–2 | 7–0 |
| C. D. Sabadell C. F.     | 3–0 | 3–2 | 4–2 | 2–2 | 0–3 | 5–1 | 0–1 | 1–2 | 3–2 | 1–1 | —   | 3–0 |
| Xerez C. F.              | 3–0 | 1–0 | 1–1 | 2–2 | 0–1 | 1–1 | 2–1 | 2–3 | 1–2 | 0–0 | 5–2 | —   |

## Fase final
| Pos. | Equipo               | Pts. | PJ | G | E | P | GF | GC | Dif. | Clasificación                 |  | GRA | RSO | COR | CAS |
| ---- | -------------------- | ---- | -- | - | - | - | -- | -- | ---- | ----------------------------- |  | --- | --- | --- | --- |
| 1    | Granada C. F. (C, A) | 8    | 6  | 4 | 0 | 2 | 10 | 10 | 0    | Ascenso a Primera División    |  | —   | 2–1 | 1–3 | 3–2 |
| 2    | Real Sociedad (A)    | 6    | 6  | 3 | 0 | 3 | 15 | 11 | +4   | Ascenso a Primera División    |  | 1–2 | —   | 2–0 | 7–1 |
| 3    | R. C. D. Coruña (A)  | 6    | 6  | 3 | 0 | 3 | 15 | 11 | +4   | Acceso a Promoción de Ascenso |  | 3–1 | 3–4 | —   | 6–0 |
| 4    | C. D. Castellón (A)  | 4    | 6  | 2 | 0 | 4 | 9  | 17 | −8   | Acceso a Promoción de Ascenso |  | 0–1 | 3–0 | 3–0 | —   |

 Fuente: BDFutbol

## Promoción de ascenso a Primera División
La promoción se jugó a partido único en Madrid, con los siguientes resultados:
| 2 de mayo de 1941 | Zaragoza FC | 2:3     | CD Castellón | Estadio de Chamartín, Madrid |  |
|                   |             | Reporte |              |                              |  |

| 4 de mayo de 1941 | Real Murcia CF | 1:2     | RCD Coruña | Estadio de Vallecas, Madrid |  |
|                   |                | Reporte |            |                             |  |

- Ascienden a Primera División: CD Castellón y RCD Coruña.
- Descienden a Segunda División: Zaragoza FC y Real Murcia CF.

## Promoción de permanencia
| 4 de mayo de 1941 | CD Baracaldo Oriamendi                       | 4:3'    | Racing Langreano              | El Sardinero, Santander                        |                                                |
|                   | Gárate 26' Gárate 76' Gárate 96' Gárate 100' | Reporte | Zamora 19' Rada 61' Gito 119' | Asistencia: ??? espectadores Árbitro(s): Antón | Asistencia: ??? espectadores Árbitro(s): Antón |

| 15 de mayo de 1941 | CD Córdoba | 1:2' | Elche CF | Estadio de Chamartín, Madrid |  |
|                    |            |      |          | Asistencia: ??? espectadores |  |

- Permanece en Segunda División: CD Baracaldo Oriamendi.
- Asciende a Segunda División: Elche CF.
- Desciende a Tercera División: CD Córdoba.

## Resumen
Campeón de Segunda División:
| - Granada Club de Fútbol |

Ascienden a Primera División:
| - Granada Club de Fútbol | - Real Sociedad de Fútbol | - Real Club Deportivo Coruña | - Club Deportivo Castellón |

Descienden a Tercera división: 
| - Real Avilés Club de Fútbol | - Club de Fútbol Badalona | - Club Deportivo Córdoba |